# Dauphin (kaas)
De Dauphin is een Franse kaas, gemaakt in het Franse deel van de voormalige graafschap Henegouwen, in de omgeving van Avesnes-sur-Helpe.
Over de naam Dauphin doen meerdere verhalen de ronde. Aan de ene kant wil de legende dat Lodewijk XIV op doorreis door de streek de kaas proefde en die zo op prijs stelde dat hij de kaas voor zijn zoon (kroonprins = Dauphin) wilde hebben en de makers het recht gaf de naam Dauphin voor de kaas te gebruiken, waarna de kaas de vorm van een dolfijn (Dauphin in het Frans) aannam. Een iets waarschijnlijker versie is dat de streek onder het belastingregime van de Dauphin viel, die de vervoerders van de Maroilles vrijstelde van de verplichte tiende-betaling bij de passage van Cambrai, waarna de naam als dank aan de kaas gegeven werd.
De Dauphin wordt gemaakt van verse Maroilles, net uit de vorm gehaald wordt deze kaas versneden en vermengd met kruiden (peterselie, peper, kruidnagel en dragon). De kaas wordt vervolgens opnieuw in een vorm gedaan (een tegel-vorm of een dolfijn-vorm) waarna het rijpingsproces kan starten. Rijping duurt 2-4 maanden, in die tijd wordt de kaas regelmatig gewassen en gekeerd. De korst wordt in die tijd oranje-rood, de kaasmassa is zacht en licht kleverig.
De Dauphin wordt vrijwel uitsluitend als boerenkaas op boerderijen geproduceerd en is moeilijk te vinden.